# 重陽大橋

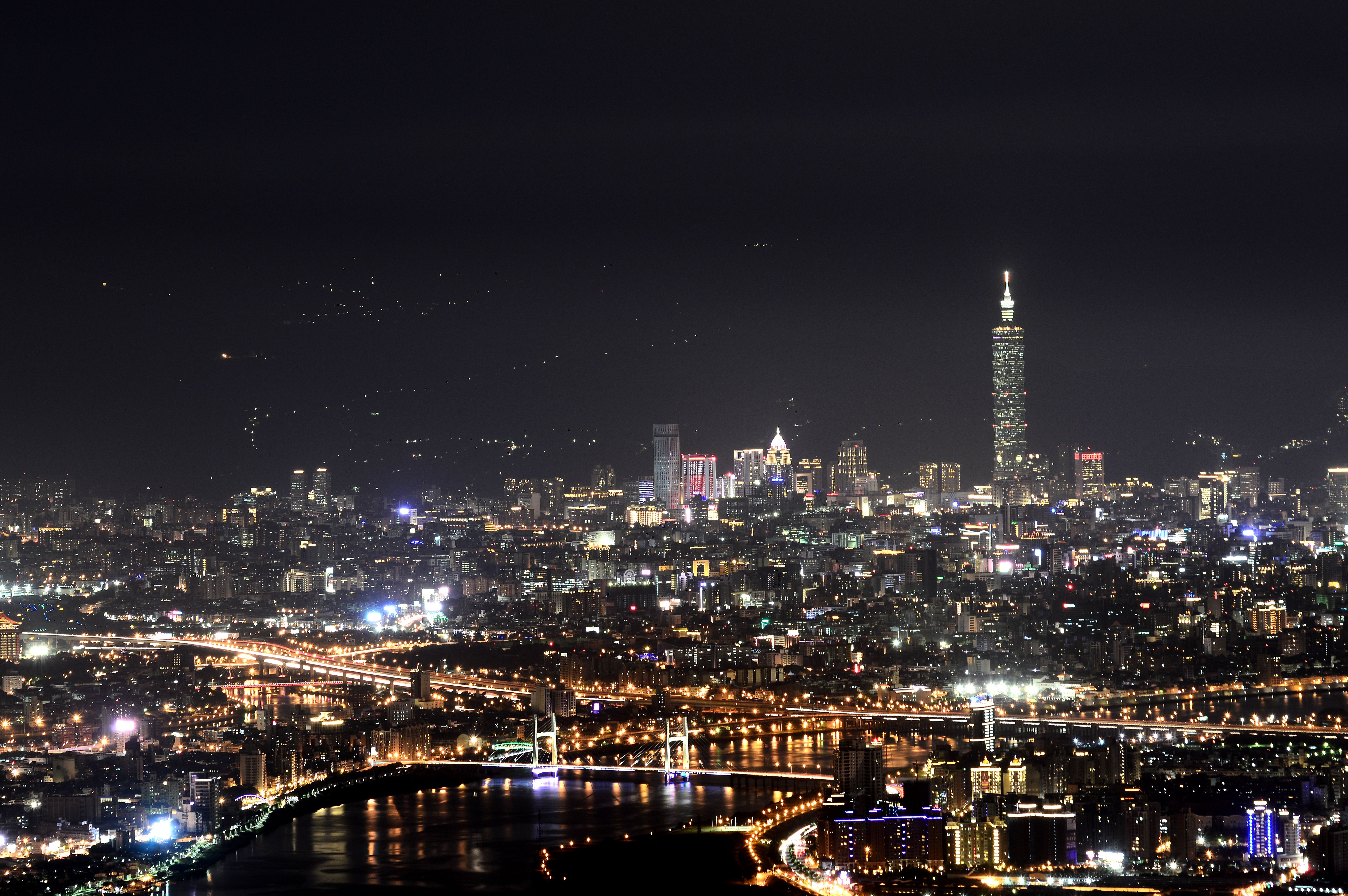
重陽大橋夜色(由觀音山眺望)

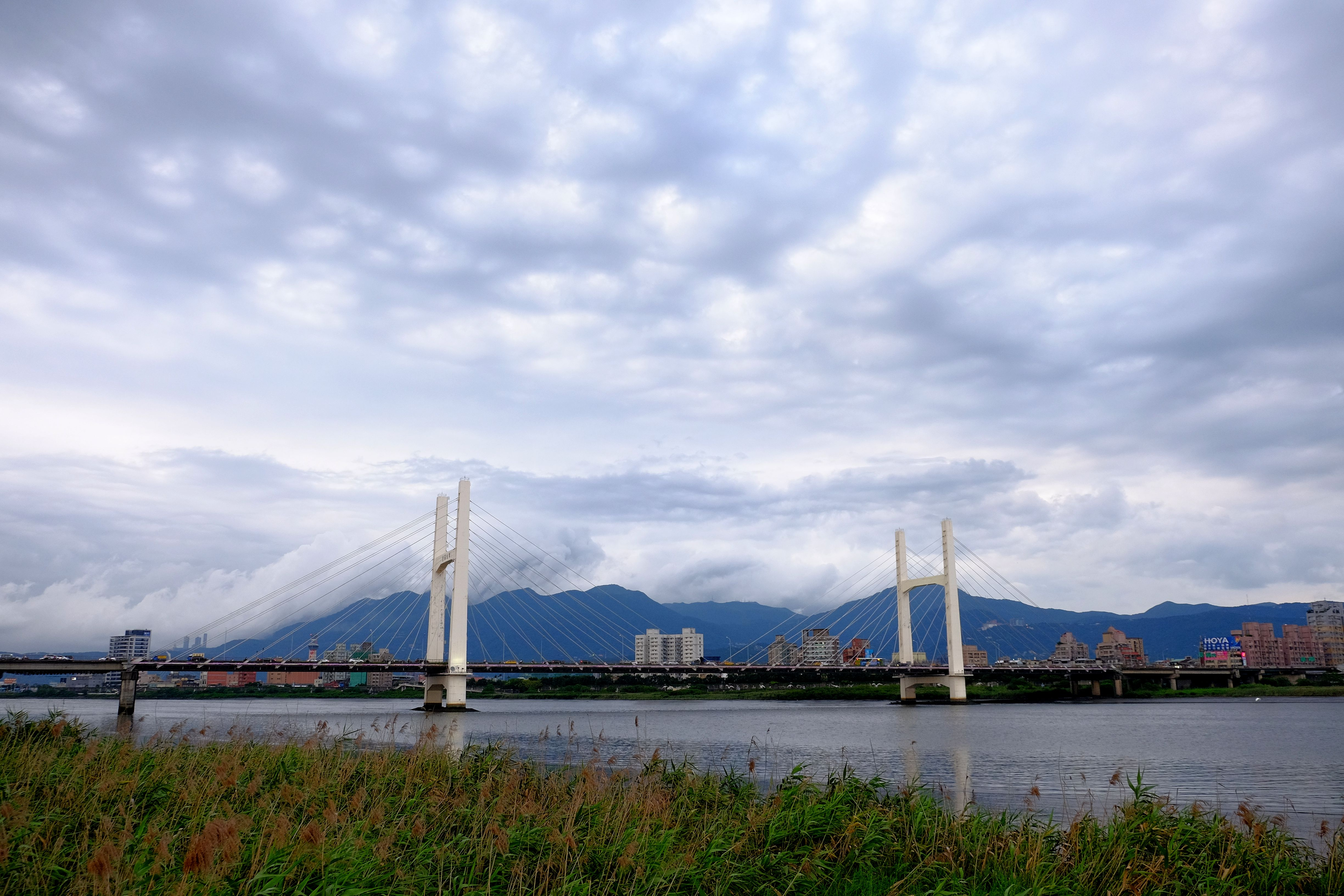
重陽大橋

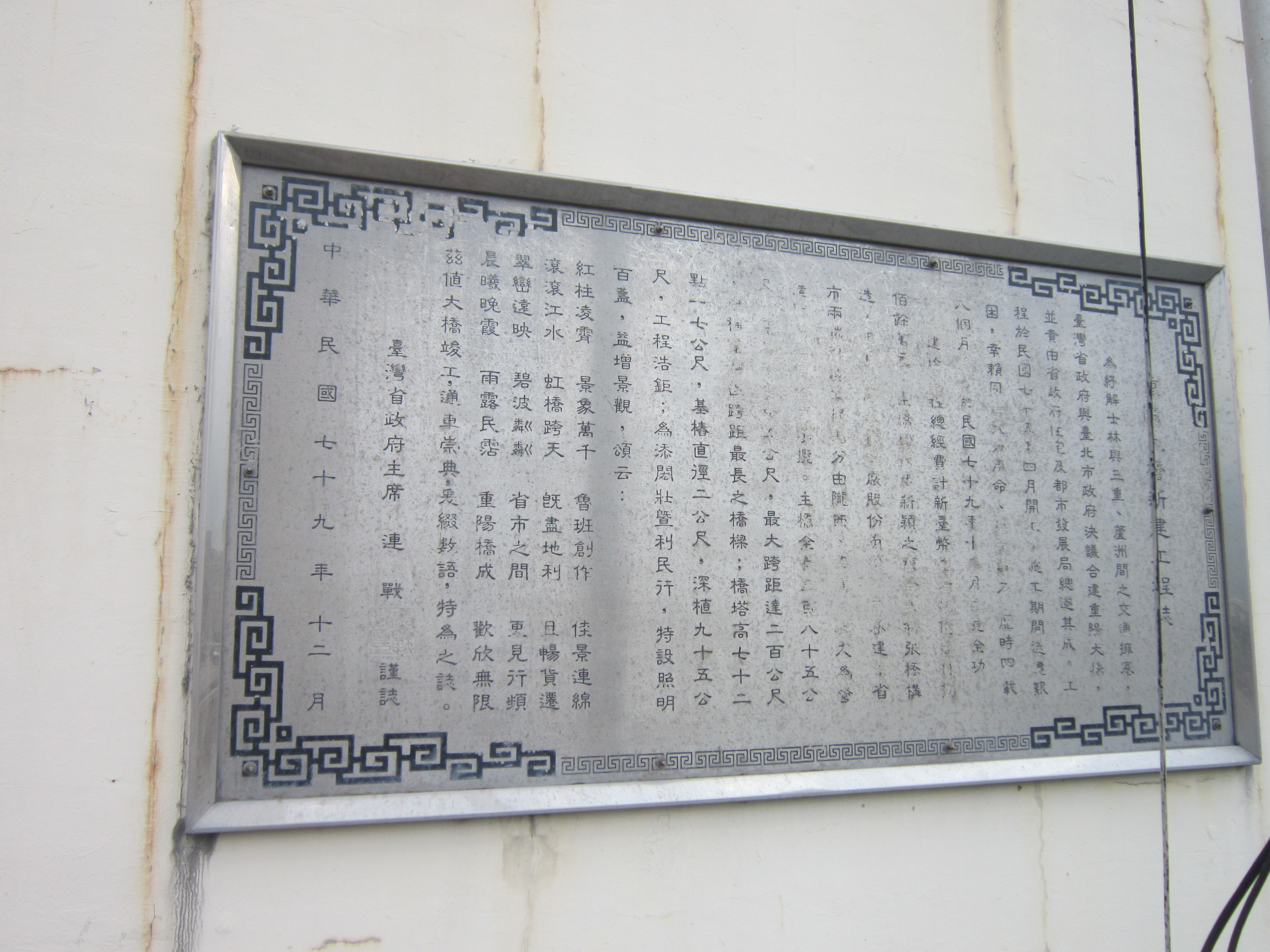
台北重陽橋完工誌

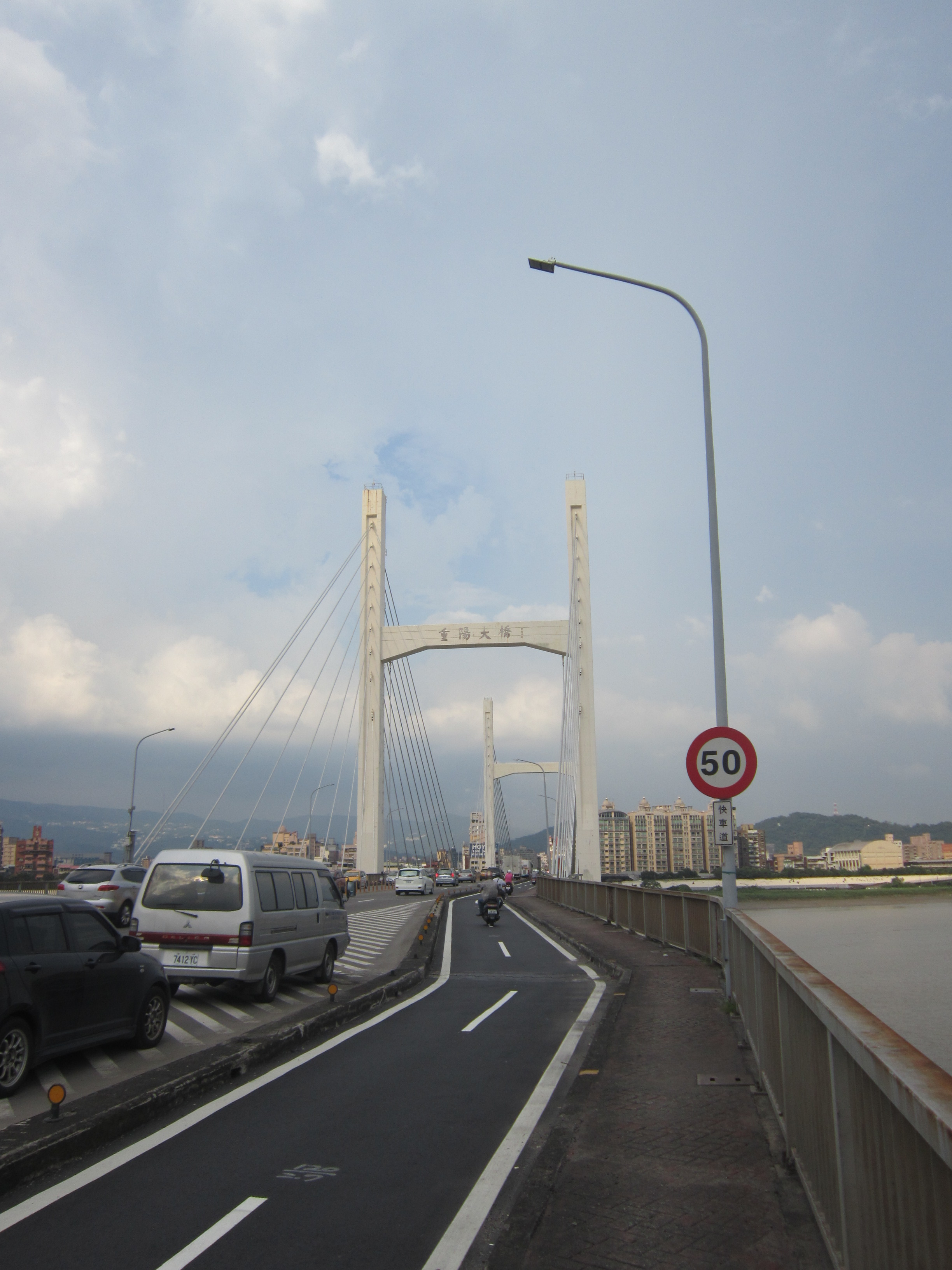
重陽橋(三重往士林方向)

重陽大橋是一座位於臺灣淡水河的橋樑，為台北盆地內重要的聯絡通道之一、市道103甲線路段，連接三重至陽明山地區（士林、北投），正在新建中台北捷運環狀線北環段將穿越重陽大橋旁淡水河，並設置2座逃生豎井。
全橋以新北市三重區集賢路為起點，跨越淡水河河道後，連接至臺北市士林區中正路，並有匝道銜接至百齡橋頭，另於三重區自強路五段臺北市入口匝道、三重區環河北路二段設置機車上橋引道，是往來三重地區與士林、北投的最近通道。主橋全長905公尺、寬20至40公尺，設有4線快車道，2線慢車道與人行道，完工當時為台灣最大跨徑斜張橋，亦為首座鋼結構斜張橋。

## 歷史
- 1986年4月22日，開始動工興建。
- 1990年12月完工。
- 1991年1月通車，同時徵收過路費。收費標準為大型車20元、小型車10元。
- 1993年11月1日起停止徵收過路費，同時拆除橋上收費站。

## 結構
重陽橋是一座3跨雙塔複合式斜張橋，2座H型RC橋塔高72公尺，搭配對稱扇形9根雙索面斜拉索，以拉住鋼構造橋面系統，斜拉索套管是鋁合金，橋塔原為橘色，後改漆為白色，於2017年改為米黃色。

## 出入口列表
| 重陽大橋路線設施里程一覽表 |      |          |                |          |        |        |                                          |
| 標誌                       | 里程 | 名稱     | 順樁預告       | 逆樁預告 | 形式   | 通車日 | 銜接道路 →聯絡地區                       |
|                            |      | 集賢路端 | 公路起點       | 公路終點 | 直接式 |        | 集賢路 →三重區、蘆洲區                   |
| 出口                       |      | 環河北路 | 環河北路       | 環河北路 | 匝道   |        | 環河北路 →士林區、北投區、大同區、萬華區 |
| 出口                       |      | 重慶北路 | （僅東出西入） | 重慶北路 | 匝道   |        | 重慶北路 →士林區                         |
|                            |      | 百齡橋端 | 公路終點       | 公路起點 | 直接式 |        | 百齡橋 →士林區                           |

## 重陽橋機車道問題
重陽橋機車引道在台北市端無論上下橋皆須經過一個大迴轉髮夾彎，該彎設計原是為減少坡度卻適得其反，限速不斷下修至15公里/小時但機車事故數字仍居高不下，更被民眾諷為騎士殺手。2018年3月4日新設機車引道通車，新設機車引道之通行寬度由3公尺增加至4公尺，轉彎半徑由6.5公尺加大為25公尺，速限由15公里/小時提高至25公里/小時，總經費2億5000萬餘元。
另新北市端
機車只能從三重區自強路匝道上橋，因車流量大，以致自強路、仁義街口經常塞車，新北市政府花費約二．一億元，在新北市三重環河北路二段增設機車專用引道,於113年2月28日通車。

## 外部連結
- Google 地圖 （页面存档备份，存于）